# El Greco en su obra maestra: El entierro del Conde Orgaz
El Greco en su obra maestra: El entierro del Conde Orgaz è un documentario cortometraggio del 1953 diretto da Juan Serra e basato sulla vita del pittore greco El Greco.